# Người Pamiri

Phần màu lục trên bản đồ là vùng Badakhshan truyền thống

'Người Pamiri (tiếng Dari: پامیری; tiếng Tajik: Помири) là một dân tộc có vùng cư trú truyền thống ở Trung Á, nơi gọi là vùng Badakhshan, giáp ranh giữa Tajikistan, Afghanistan và Tân Cương Trung Quốc.
Người Pamiri thuộc Nhóm sắc tộc Iran. Hiện nay người Pamiri sống chủ yếu ở Khu tự trị Gorno-Badakhshan ở phía đông Tajikistan, tỉnh Badakhshan phía đông bắc Afghanistan và Huyện tự trị Tajik Taxkorgan Tân Cương Trung Quốc. Tên gọi vùng đôi khi được dùng tự gọi dân tộc, là người Badakhshan.
Người Pamiri nói tiếng Pamiri, một ngôn ngữ bản địa ở vùng Badakhshan. Tiếng Pamiri là một ngôn ngữ Ba Tư nhóm Đông Iran thuộc Ngữ chi Iran của Ngữ tộc Indo-Iran trong Ngữ hệ Ấn-Âu.
Tại Afghanistan người Pamiri được công nhận là một dân tộc  và Quốc ca Afghanistan đề cập đến Pamiri (پاميريان Pāmiryān) trong danh sách các dân tộc của Afghanistan.
Tại Trung Quốc người Pamiri được xếp vào "Người Tajik Tân Cương" .

## Những người Pamiri có danh tiếng
- Shirinsho Shotemur, chính trị gia, một trong những người sáng lập Cộng hòa xã hội chủ nghĩa Xô viết Tajik
- Davlat Khudonazarov, nhà làm phim và ứng cử viên tổng thống trong cuộc bầu cử tổng thống năm 1991 tại Tajikistan
- Muboraksho Mirzoshoyev, nhạc sĩ
- Daler Nazarov, nhạc sĩ và diễn viên
- Abusaid Shokhumorov, nhà sử học và triết gia
- Nazir Ahmad Bulbul, nhà thơ Wakhi

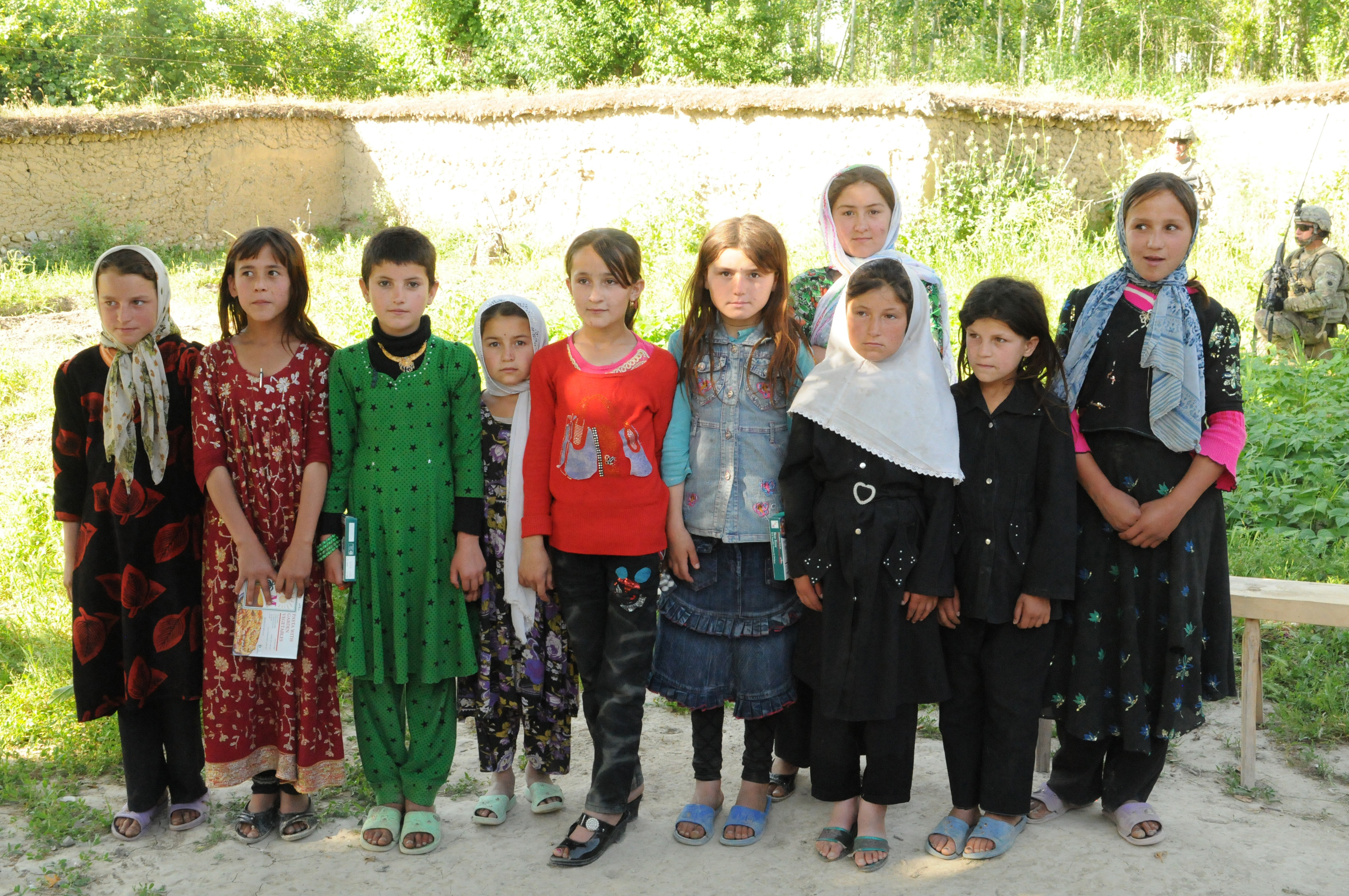
Trẻ em Pamiri ở Afghanistan
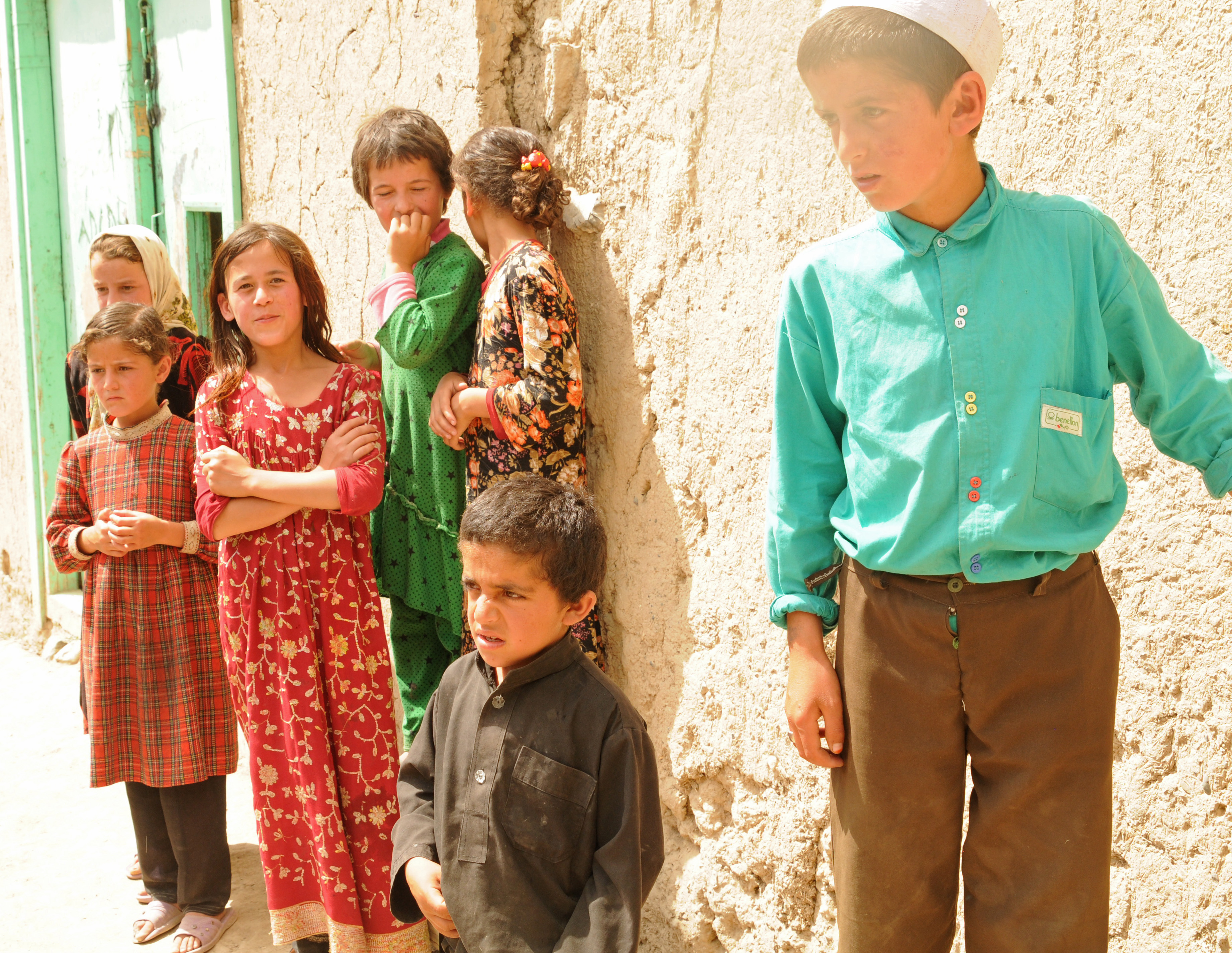
Trẻ em Pamiri ở Afghanistan
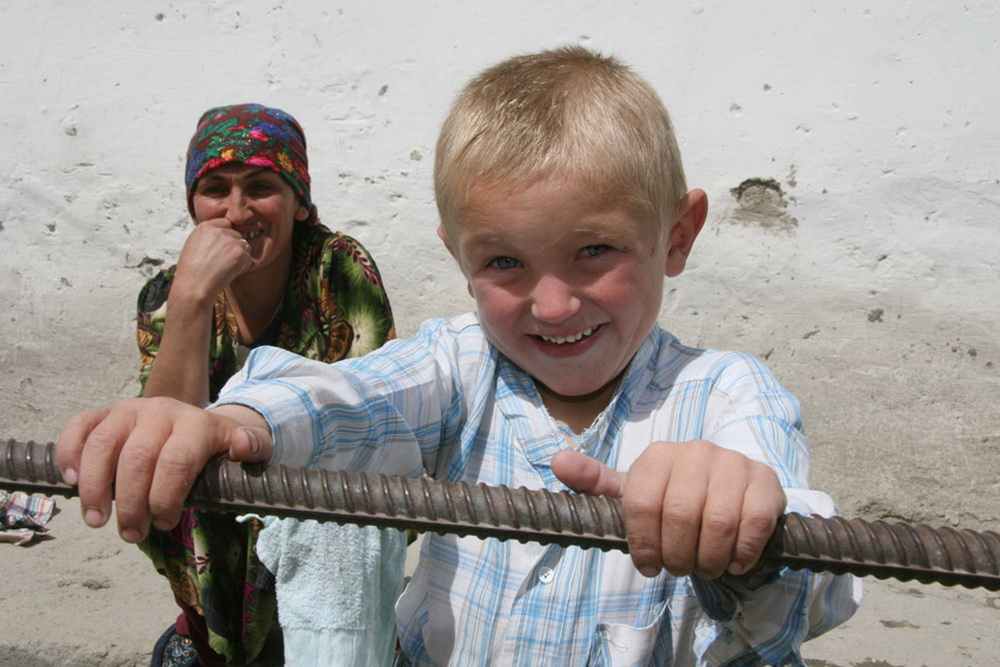
Trẻ em Pamiri ở Tajikistan
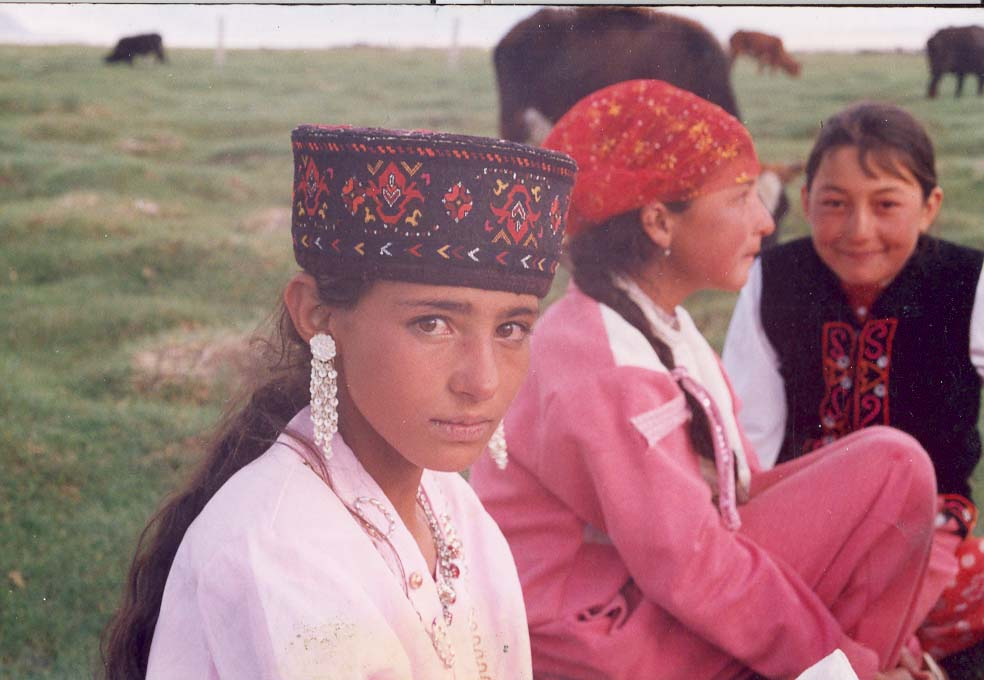
Thiếu nữ Pamiri ở Tajikistan